# Tadeusz Pruszkowski

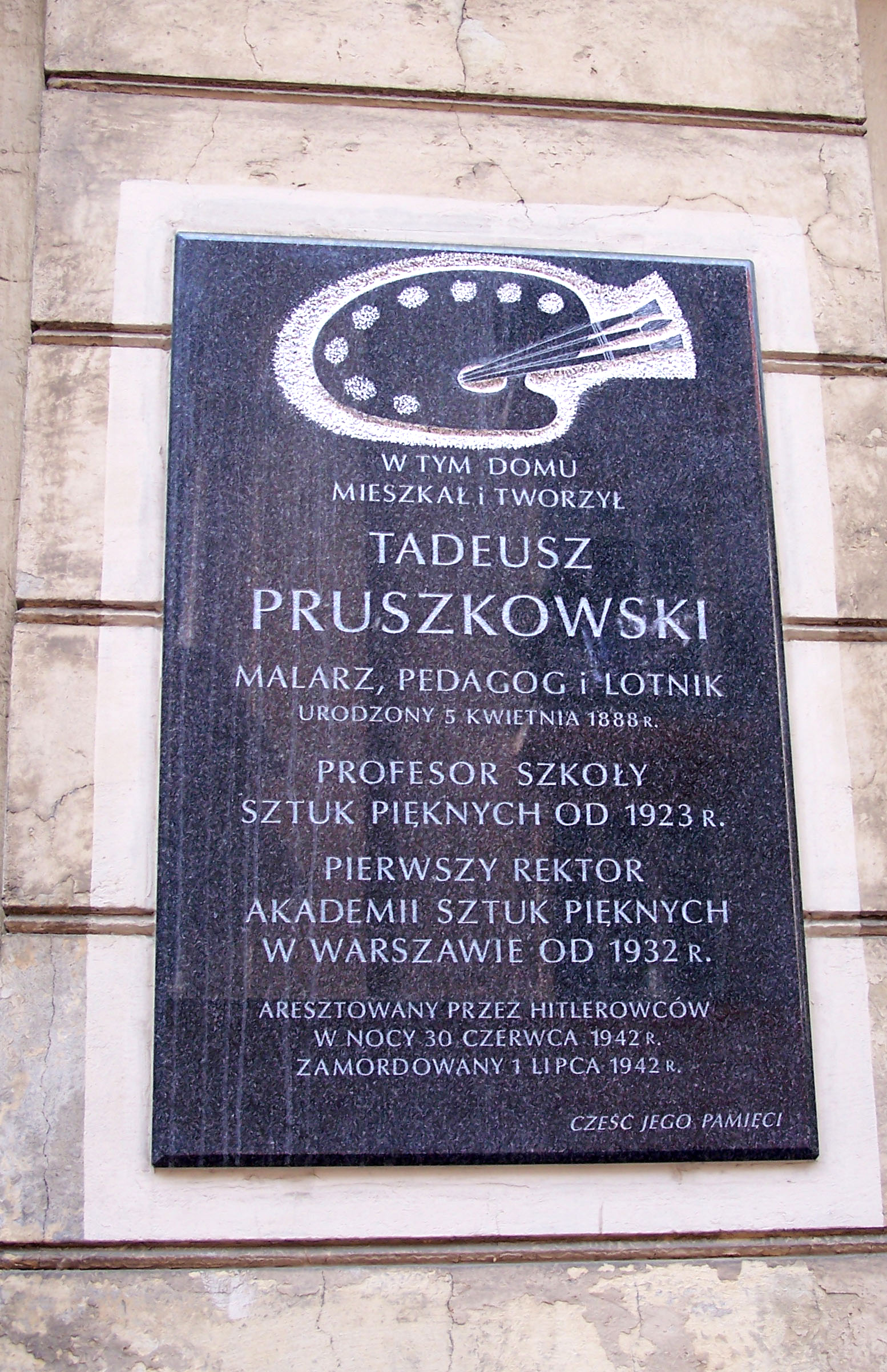
Gedenktafel am früheren Wohnhaus des Malers in der Lwowska-Straße in Warschau

Tadeusz Pruszkowski (geboren 15. April 1888 in Borucice, Russisches Kaiserreich; gestorben 1. Juli 1942 in Warschau) war ein polnischer Porträtmaler und Hochschullehrer. Er war der Rektor an der Akademie der Bildenden Künste in Warschau und wurde 1942 von den deutschen Besatzern erschossen.

## Leben
Im Alter von 16 begann er im Jahr 1904 seine künstlerische Ausbildung an der Szkoła Sztuk Pięknych in Warschau. Dort war er ein Schüler von Konrad Krzyżanowski. In den Jahren von 1908 bis 1911 setzte er seine Studien in Paris fort. In diese Zeit fielen auch Reisen in die Schweiz und nach Algerien. In Paris lernte Pruszkowski die in Museen gezeigten Porträtbilder der Maler Frans Hals und Diego Velázquez schätzen.
Nach seiner Rückkehr nach Polen war er Mitbegründer einer Gruppe von Künstlern, der „Młoda Sztuka“. Aus der Ideologie dieser Vereinigung heraus diente er dann im Ersten Weltkrieg bis zum Jahr 1917 zwei Jahre lang bei den Polnischen Legionen.
Im Jahr 1918 wurde er Assistent und 1922 Professor an der Warschauer Akademie der Bildenden Künste. Ab 1930 übernahm er kommissarisch die Funktion des Rektors dieser Hochschule und 1932 wurde er zum Rektor ernannt. Während der Besetzung Polens durch deutsche Truppen im Zweiten Weltkrieg war Pruszkowski im Untergrund tätig. Am 30. Juni 1942 wurde er verhaftet und am 1. Juli von den Deutschen hingerichtet. Bedeutende Schüler Pruszkowskis waren neben anderen Jan Betley, Bolesław Cybis, Edward Kokoszko und Felicjan Kowarski.

## Gruppen
Pruszkowski war Mitglied oder Gründer verschiedener Künstlergruppen der Zeit, darunter neben Młoda Sztuka auch bei der Vereinigung Rytm. Die Bruderschaft des Heiligen Lukas (polnisch: „Bractwo Świetego Łukasza“ oder „Bractwo św. Łukasza“), eine Vereinigung polnischer Maler, wurde 1925 unter der Leitung von Pruszkowski von Studenten an seiner Fakultät gegründet. Die erste neu entstandene Künstlervereinigung an Warschaus bedeutendster Kunsthochschule seit dem Ersten Weltkrieg war bis 1939 aktiv. Zu den 14 Mitgliedern gehörten Boleslaw Cybis, Jan Gotard, Antoni Michalak, Jeremi Kubicki und Jan Zamojski. Die Bruderschaft gab sich von den mittelalterlichen Lukasgilden inspirierte Statuten – mit einem Kapitel (polnisch: Kapitula) und zeremoniell ausgestalteten Anlässen. Die künstlerische Ausrichtung basierte ebenfalls auf früheren Techniken und Vorstellungen. Vor allem die holländische Malerei des 16. und 17. Jahrhunderts war für die Gruppe stilprägend.
Ab 1923 veranstaltete Pruszkowski jährlich ein Malseminar in Kazimierz Dolny. 1925 initiierte er mit Stanisław Szepietowski die Gründung der Gesellschaft der Freunde von Kazimierz (deutsch: „Towarzystwo Przyjaciół Kazimierza“). Er ließ sich von dem bekannten Architekten Lech Niemojewski eine Villa in dem Städtchen bauen. Dank seiner Aktivitäten wurde Kazimierz Dolny bald zu einem beliebten Aufenthaltsort von Künstlern der Zeit. Im Jahr 1938 erhielt Pruszkowski die Ehrenbürgerwürde der Stadt.

## Werk
Zunächst widmete Pruszkowski sich historischen Themen. Später spezialisierte er sich auf die Porträtmalerei. Er malte viele Persönlichkeiten aus Politik und Gesellschaft, darunter Józef Piłsudski, Gabriel Narutowicz und Stanisław Wojciechowski. Ebenso entstanden Stillleben. Neben vielen Gruppen- und Einzelausstellungen in Polen wurden Pruszkowskis Werke auch im Ausland gezeigt, so auf der XII. und XIX. Biennale in Venedig in den Jahren 1920 und 1934. Mehrfach wurde der Künstler ausgezeichnet, so erhielt er 1919 einen Orden der Stadt Warschau für seinen Einfluss auf die Kultur der Stadt. Werke von ihm gibt es unter anderem im Muzeum Sląskie in Kattowitz.

## Einzelnachweise und Anmerkungen

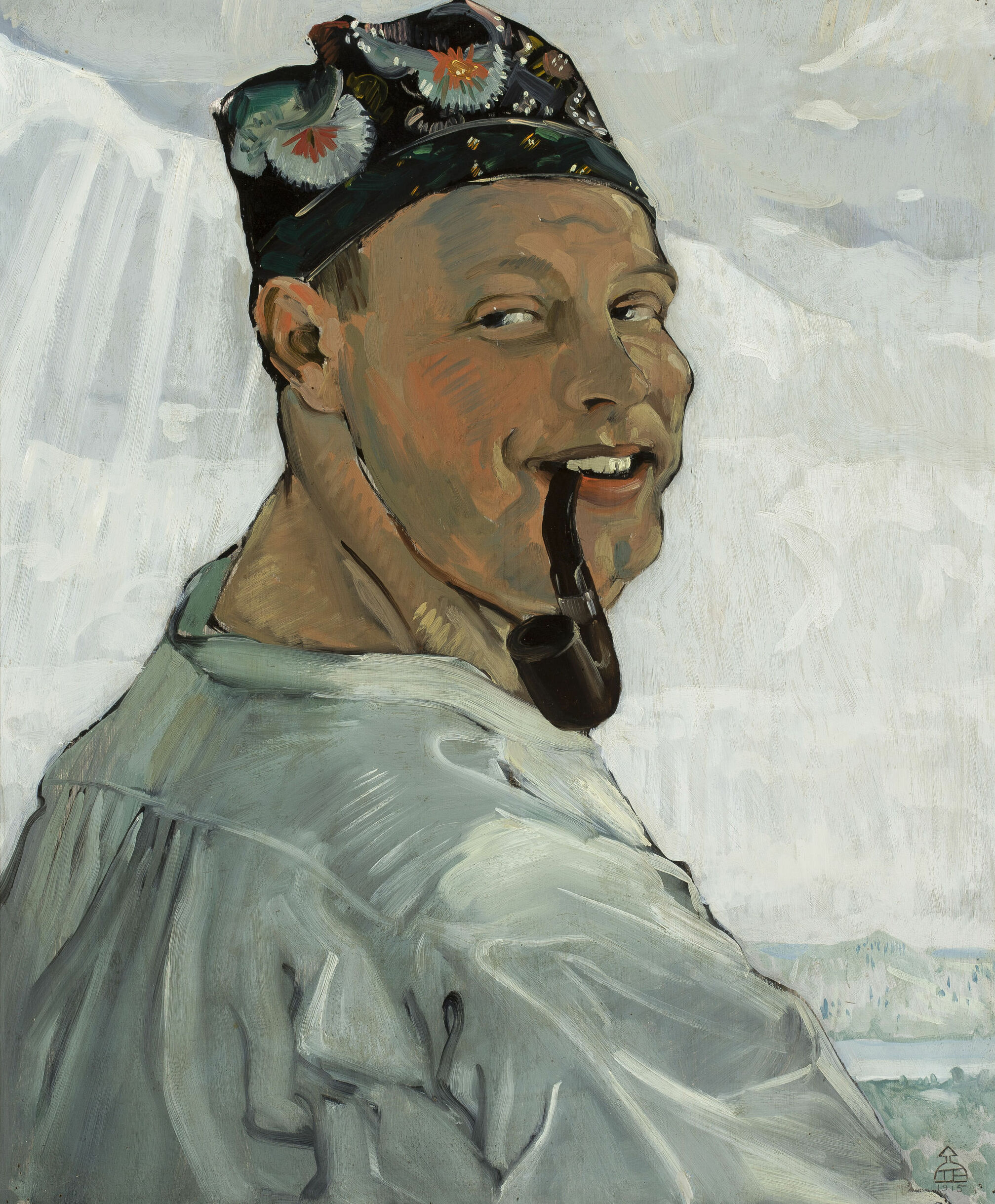
Selbstporträt mit Pfeife
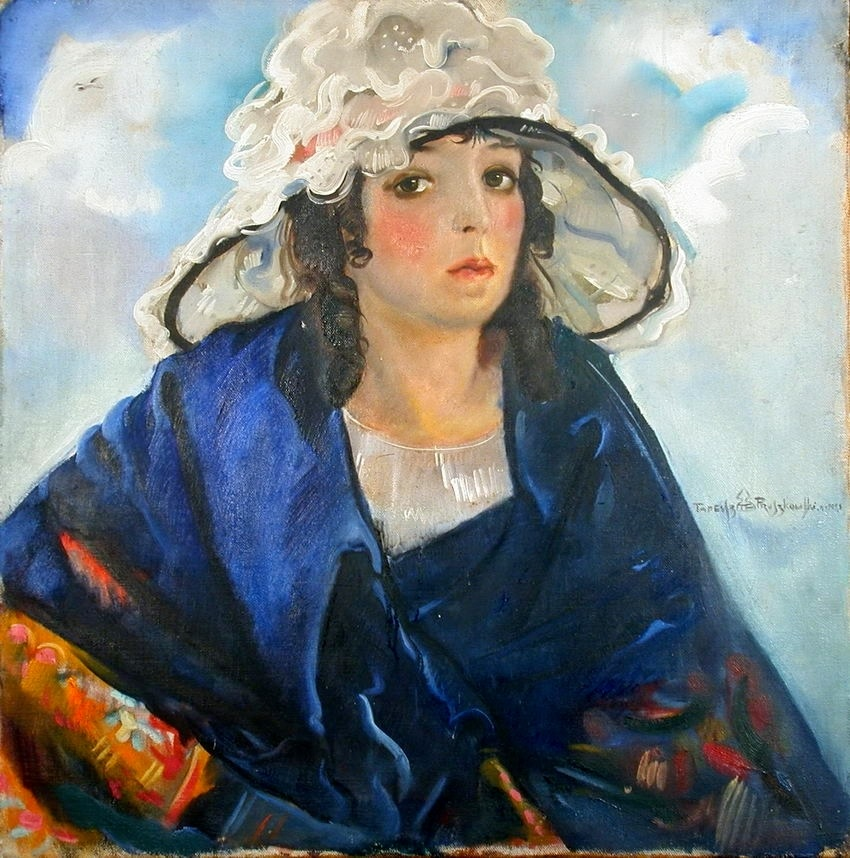
Frauenporträt 1921
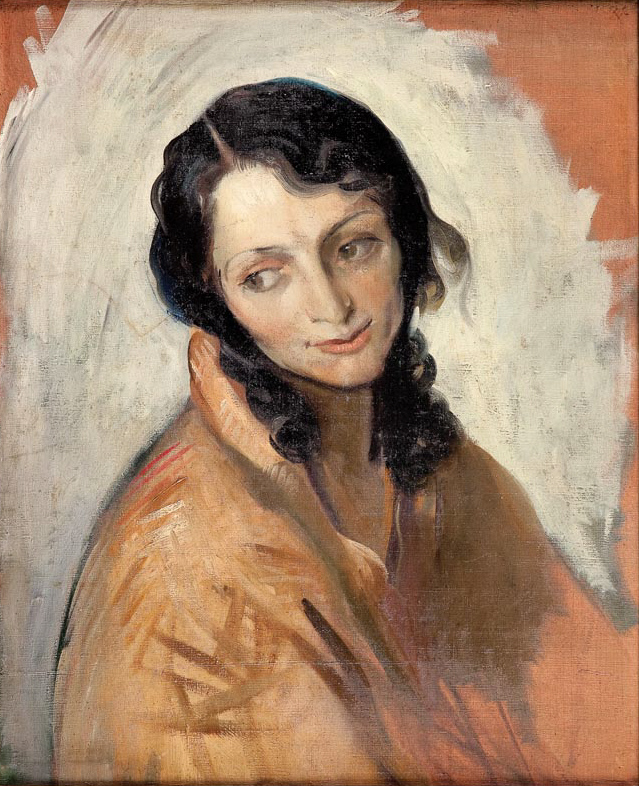
Mädchenporträt
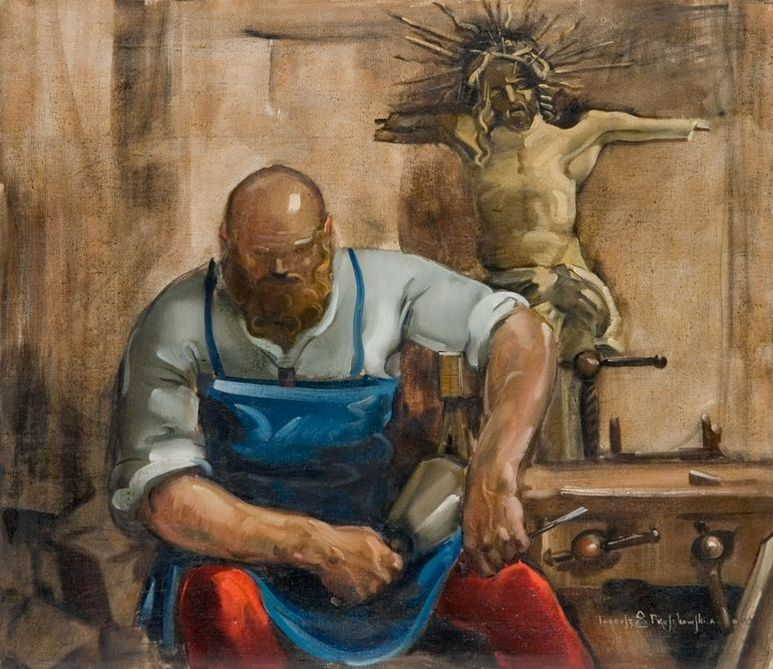
Veit Stoss